# 白石鮰
白石鮰為輻鰭魚綱鯰形目北美鯰科的其中一種，分布於美國密蘇里州及阿肯色州的淡水流域，體長可達12公分，棲息在水質清澈、冰冷、流動快速的溪流河川。

## 擴展閱讀
維基物種上的相關：白石鮰